# Liste der Baudenkmäler in Saarbrücken
Diese Liste der Baudenkmäler in Saarbrücken listet alle Baudenkmäler der saarländischen Landeshauptstadt Saarbrücken und ihren Ortsteilen auf. Grundlage ist die Veröffentlichung der Landesdenkmalliste im Amtsblatt des Saarlandes vom 22. Dezember 2004 und die aktuelle Teildenkmalliste der Landeshauptstadt Saarbrücken in der Fassung vom 9. August 2017.

## Alt-Saarbrücken
siehe Liste der Baudenkmäler in Alt-Saarbrücken

## Altenkessel
| Lage                        | Bezeichnung                         | Beschreibung | Bild           |
| --------------------------- | ----------------------------------- | --- | -------------- |
| Außerhalb der Ortslage Lage | Mundlöcher des Alsbachstollens      | Der Alsbachstollen wurde 1921 als Transportstollen aufgefahren und sollte eine im Alsbachtal vorgesehene Schachtanlage mit der Grube Luisenthal verbinden. Das nordwestliche Mundloch in Altenkessel ist in den oberen beiden Ecken mit gusseisernen Emblemen mit Schlägel und Eisen gestaltet. Über dem Stolleneingang prangt eine gusseiserne Tafel mit der Aufschrift „Alsbach-Stollen“, darüber die Jahreszahl 1921. Das Mundloch wurde mit Ziegelsteinen gemauert, verputzt und mit einem Gurtgesims im oberen Drittel gegliedert.                                                             | Alsbachstollen |
| Beethovenstraße 4 Lage      | Kath. Kirche St. Elisabeth          | St. Elisabeth wurde 1928/29 von Ludwig Becker und Anton Falkowski erbaut. Die Kirche ist stark von expressionistischer Formensprache beeinflusst. Das Langhaus wird durch Säulen in ein breites Mittelschiff und zwei schmale Seitenschiffe gegliedert. Nördlich an das Langhaus schließt sich der Chorraum mit halbrunder Apsis an. Ein zerklüftetes Tonnengewölbe überspannt das Mittelschiff. Der quadratische Turm der Kirche ist westlich im Bereich der Südfassade an das Kirchenschiff angebaut und hat einen runden Aufsatz. Die Portalfassade ist durch Gesimse und Blendbögen gegliedert. |                |
| Blumenstraße 22 Lage        | Kath. Kirche Johannes Baptista      | Die dreischiffige Basilika wurde 1902/03 nach Entwürfen von Wilhelm Hector errichtet. Dem Langhaus wurde ein Kirchturm mit Spitzhelm vorangestellt. Es ist unterteilt in ein Mittelschiff und zwei niedrigere Seitenschiffe und gliedert sich in vier Joche mit Kreuzrippengewölben. An das Langhaus schließt sich ein Querschiff und ein fünfseitiger Chor mit polygonalem Abschluss an. Die Vierung wird von einem Sterngewölbe überspannt. |                |
| Gerhardstraße 100a-c Lage   | Kath. Betsaal für die Grube Gerhard | Der Betsaal wurde 1870 vom preußischen Bergfiskus für die katholische Belegschaft der Grube Gerhard erbaut. Der Sandsteinquaderbau ist mit Rundbogenfenstern ausgeführt, wird mit Lisenen gegliedert und besitzt ein Traufgesims mit Rundbogenfries. Das Gebäude wurde später zu Wohnzwecken umgebaut. |                |
| Hasenstraße Lage            | Ev. Lutherkirche                    | Die Pfarrkirche wurde 1886/87 nach Plänen von Carl Friedrich Müller erbaut. Die dreischiffige Hallenkirche wurde im neugotischen Stil errichtet und besitzt einen eingezogenen Chor mit dreiseitigem Schluss. Dem Langhaus ist ein schlanker Turm mit Spitzhelm vorgelagert. |                |
| Provinzialstraße 25 Lage    | Louisenthaler Hof, Wohnhaus         | Der Hof wurde 1717 von der Witwe des Grafen Ulrich von Ostfriesland und Crichingen gegründet und nach deren gemeinsamer Tochter Christiane-Louise „Louisenthal“ genannt. 1764 erwarb der Grenadierhauptmann im Regiment Alsace Johann Baptist Franz de Lasalle den Hof. Das Gut wanderte in den folgenden Jahrzehnten durch mehrere Hände und wurde schließlich aufgelöst. Erhalten ist nur das dreistöckige Wohnhaus mit Sohlbankgesimsen und zentraler Toreinfahrt in einer geschlossenen Gebäudereihe.                                                                                           |                |

## Bischmisheim
| Lage                                | Bezeichnung                                                 | Beschreibung | Bild |
| ----------------------------------- | ----------------------------------------------------------- | --- | ---- |
| Ensheimer Weg 24 Lage               | Bischmisheimer Mühle bzw. Munzinger Mühle, Langweiler Mühle | Die Bischmisheimer Mühle wurde 1822 bis 1833 von dem Müller und Becker Daniel Munzinger als Mahlmühle mit Wasserantrieb erbaut. 1901 von der Gemeinde Brebach gekauft und zum Wasserwerk umgebaut |      |
| Gartenstraße 15a Lage               | Ölmühle                                                     | Die Ölmühle wurde 1912 von Philipp Karl Schmeer erbaut und wurde bis 1945 als Mühle für bäuerliche Direktkunden betrieben. Das Mahlwerk der Ölmühle stammt aus einer stillgelegten lothringischen Mühle in Marinau und wurde im 18./19. Jahrhundert geschaffen. Der kleine Backsteinbau mit Fachwerk ist mit einem Satteldach gedeckt. Der Eingang wird von zwei Fenstern flankiert. |      |
| Kirchstraße 1 Lage                  | Ev. Pfarrkirche                                             | Wegen Baufälligkeit musste die mittelalterliche Pfarrkirche in Bischmisheim Anfang des 19. Jahrhunderts abgerissen werden. 1822 bis 1824 wurde nach Plänen von Karl Friedrich Schinkel ein klassizistischer Neubau errichtet. Ungewöhnlich ist der oktogonale Grundriss des unverputzten Sandsteingebäudes mit Eckquaderung. Jede Seite verfügt über zwei zweigeschossige Fensterachsen, die Eingangsseite über zwei Portale. Ein Pyramidendach deckt den Baukörper, eine zentrale Laterne beherbergt die Glocken. Im Inneren umlaufende Empore, die von acht Säulen mit Kompositkapitellen getragen wird. |      |
| Kreuzstraße 25 Lage                 | Bauernhaus                                                  | Erbaut um 1840 |      |
| Staatsforst Saarbrücken (unweit A6) | Wasserversorgungsbunker mit Pferdetränke                    | Teil der Westwallbefestigung, 1940 erbaut. |      |

## Brebach-Fechingen
| Lage                    | Bezeichnung                                               | Beschreibung | Bild |
| ----------------------- | --------------------------------------------------------- | --- | --- |
| Stummstraße Lage        | Ensemble Stummstrasse                                     | Das Denkmalensemble ist der verbliebene Rest der einstigen Wohnsiedlung am Fuß des Halbergs für die Angestellten der Halbergerhütte. | Das Denkmalensemble ist der verbliebene Rest der einstigen Wohnsiedlung am Fuß des Halbergs für die Angestellten der Halbergerhütte. |
| Stummstraße Lage        | Ensemble Stummstrasse                                     | Stummstraße 9, Pförtnerhaus, um 1880 (Ensemblebestandteil) | |
| Stummstraße Lage        | Ensemble Stummstrasse                                     | Stummstraße 10, Stumm-Kirche (Einzeldenkmal): Die neoromanische Kirche wurde in den Jahren 1880 bis 1882 nach einem Entwurf des Hannoveraner Architekten Ferdinand Schorbach für Carl Ferdinand von Stumm-Halberg errichtet. Sie sollte der Unternehmerfamilie und den evangelischen Arbeiter der Halbergerhütte als Gotteshaus dienen. Ab dem Jahr 1887 durfte die evangelische Kirchengemeinde Brebach das Gebäude nutzen. Im Jahr 1936 schenkten die Gebrüder Braun von Stumm die Kirche schließlich der Gemeinde. 1972/1973 fand die Gemeinde schließlich keine Verwendung mehr für den Bau. Die Kirche wurde entwidmet und verkauft. Der vierachsige Rechtecksaal mit flacher Holzdecke wird außen stark durch Lisenen und Bogenfriese gegliedert. Die sieben Rundbogenfenster des halbrunden Chors werden außen durch Rundbögen umfasst. Als Haupteingang dient ein Stufenportal im vorgelagerten Turm, über dem ein Sechspass als Verzierung eingebracht wurde. Nach den Zerstörungen des Zweiten Weltkriegs wurde die Kirche von 1945 bis 1948 umfangreich restauriert. | |
| Am Kirchberg 1 Lage     | Evangelische Kirche Fechingen                             | Die Pfarrkirche wurde 1712 anstelle einer älteren Kirche erbaut. 1779 bis 1781 wurde die Kirche von Johann Jakob Lautemann erweitert. 1883 wurde das Gebäude umgebaut und erhielt eine neue Decke. 1965 fand man ein Totenhaus aus dem 8. Jahrhundert in der Gruft im Unterbau, die heute als Sakristei genutzt wird. Das Langhaus ist ein kleiner gestreckter Saalbau mit Walmdach. Der Eingang auf einer Langseite ist als barockes Portal ausgelegt. Daneben steht der quadratische unverputzte Kirchturm mit Satteldach. Er ist leicht in das Kirchenschiff eingesetzt. | |
| Halberg Lage            | „Heidenkapelle“, Mithrasgrotte                            | Das tonnengewölbte Mithräum stammt auch dem 3./4. Jahrhundert. Nach der Christianisierung im 6. Jahrhundert wurde die Grotte von Christen genutzt. Die Höhle wurde zu einer dreischiffigen Anlage mit tiefergelegenem Mittelteil ausgebaut. Die Seitenschiffe waren wahrscheinlich durch Säulen abgestützt. Da der Kultraum vom Tageslicht abgesondert sein musste, war der Grotte wohl ein hölzerner Vorbau vorgelagert. | |
| Halberg Lage            | Schloss Halberg, Villa, Torhaus                           | Das heutige Schloss wurde 1878 bis 1882 durch den Hüttenbesitzer Carl Ferdinand von Stumm-Halberg nach Plänen von Edwin Oppler und Ferdinand Schorbach im Stil des Historismus erbaut. Das weitläufige Anwesen mit Elementen der Neugotik wurde aus hellem Sandstein errichtet. Zahlreiche Türme flankieren das Gebäude. der Haupteingang liegt in einem Risalit mit Söller. Das Gebäude wurde mehrfach stark verändert. | |
| Halberg Lage            | Stummsche Erbbegräbnisstätte                              | Der kleine Privatfriedhof wurde im Wald des Halbergs für die Familie Stumm angelegt. Neben Carl Ferdinand von Stumm-Halberg und seiner Ehefrau Ida Charlotte sind hier der 1876 im Alter von einem Jahr verstorbene Sohn Carl sowie die beiden Töchter Ida und Elisabeth mit ihren Ehegatten beigesetzt. Gedenktafeln erinnern an weitere Familienmitglieder. Der Friedhof wurde in den 1990er Jahren vandalisiert und alle gusseisernen Grabmonumente geraubt. Inzwischen ist er wieder hergerichtet. | |
| Poststraße 6 Lage       | Wohnhaus mit Dienstsitz Ludwig Testevuide                 | Erbaut 1822, von 1870 bis 1876 Bürgermeisteramt | |
| Saarbrücker Straße Lage | Großgasmaschine der Hallberger Hütte (Einzeldenkmal)      | Von dem abgerissenen Maschinenhaus 3 der Hallberger Hütte ist nur die Maschine Nr. 13 erhalten geblieben, die der Stromerzeugung diente und mit Hochofengas angetrieben wurde. Sie wurde 1927 als eine der letzten Großgasmaschinen von der Saarbrücker Firma Ehrhard & Sehmer hergestellt. Sie durch eine Überdachung geschützt. | |
| Zum Ehrenfriedhof Lage  | Ehrenfriedhof auf dem Friedhof Beschberg, Kriegerehrenmal | 1925–1930 | |

## Bübingen
| Lage                         | Bezeichnung                                                                                        | Beschreibung | Bild |
| ---------------------------- | -------------------------------------------------------------------------------------------------- | --- | ---- |
| Kirchstraße 18 Lage          | ev. Pfarrkirche mit Kirchhof, Portal 14. Jh., Chorturm 12./15. Jh., Schiff 18. Jh. (Einzeldenkmal) | Die erste Bübinger Kirche wurde im 12. Jahrhundert als Kapelle erbaut. Von ihr erhalten ist der gedrungene Chorturm. Im 14. Jahrhundert wurde die Kapelle um eine Sakristei erweitert und zur Kirche mit kleinem Schiff ausgebaut. Der Chorturm wurde im 15. Jahrhundert um eine Glockenstube erhöht. Um 1700 wurde das ursprüngliche Kirchenschiff abgerissen und ein neues gebaut, das gotische Portal aus dem 14. Jahrhundert wurde wieder verwendet. Zwischen 1700 und 1725 erhielt die Kirche dann ihr heutiges Aussehen. Die kleine rechteckige Saalkirche ist ein verputzter Bruchsteinbau mit steilem Satteldach. Das Dach des Turmes ist eine achtseitige, geschieferte Pyramide. Nördlich des Chores befindet sich eine kleine Sakristei. Von dem Vorgängerbau ist außerdem ein gotisches Fenster im Chor erhalten. Im Westen befindet sich ein gotisches Spitzbogenportal mit profilierter Sandsteinlaibung. Die Konsolsteine sind figürlich ausgebildet, auf dem Bogenfeld prangt eine heraldische Rose. Flankiert wird es durch zwei Rundfenster. Chorraum und Schiff werden durch ein Barockportal getrennt. Die Kirche wird von zwei Fensterachsen mit Rundbogenfenstern auf den Langseiten belichtet. |      |
| Saargemünder Straße 188 Lage | Altar in der kath. Pfarrkirche St. Katharina                                                       | Der Rokoko-Altar stammt aus der zweiten Hälfte des 18. Jahrhunderts. Im Zentrum des mit Rocailles und Voluten reich verzierten Hochaltars steht eine Figurennische mit der hl. Katharina. Flankiert wird die Nische von vier marmorierten Säulen auf Postamenten, die ein Gebälk tragen. Darauf ruht ein Baldachin aus vier Volutenranken, die im Schnittpunkt ein Kreuz tragen. Darunter ein Auge Gottes. |      |

## Burbach
siehe Liste der Baudenkmäler in Burbach (Saarbrücken)

## Dudweiler
siehe Liste der Baudenkmäler in Dudweiler

## Eschberg
| Lage                     | Bezeichnung                                    | Beschreibung     | Bild |
| ------------------------ | ---------------------------------------------- | ---------------- | ---- |
| Hallesche Straße 33 Lage | Privatfriedhof der Familie Schmidt von Schwind | Um 1876 angelegt |      |

## Eschringen
| Lage                                 | Bezeichnung                                                         | Beschreibung | Bild |
| ------------------------------------ | ------------------------------------------------------------------- | --- | --- |
| Hauptstraße 45 Lage                  | Ensemble Eschringer Hof                                             | Der Eschringer Hof ist eine dreiflügelige Hofanlage aus dem 18. Jahrhundert. Im 19. Jahrhundert wurde der Gebäudekomplex um einen Stall erweitert. Den östlichen Flügel bildet ein Wohnhaus, der Verbindungstrakt beherbergte Kleintierställe und eine Remise, der westliche Flügel einen Stall für Großvieh. Dessen kleiner Anbau war die Wohnung für den Kuhhirten. Die Speicher der zweigeschossigen Wirtschaftsgebäude dienten als Tennen.                                                                                       | Der Eschringer Hof ist eine dreiflügelige Hofanlage aus dem 18. Jahrhundert. Im 19. Jahrhundert wurde der Gebäudekomplex um einen Stall erweitert. Den östlichen Flügel bildet ein Wohnhaus, der Verbindungstrakt beherbergte Kleintierställe und eine Remise, der westliche Flügel einen Stall für Großvieh. Dessen kleiner Anbau war die Wohnung für den Kuhhirten. Die Speicher der zweigeschossigen Wirtschaftsgebäude dienten als Tennen. |
| Hauptstraße 45 Lage                  | Ensemble Eschringer Hof                                             | Hof mit Nebengebäuden, Dreiflügelanlage, Freigelände (Obstgarten) auf gegenüberliegender Straßenseite, Stallgebäude | |
| Gräfinthaler Straße/Hauptstraße Lage | Ensemble Hauptstraße                                                | Das Ensemble Hauptstraße besteht aus Wohn- und Bauernhäusern aus dem 18. und 19. Jahrhundert, die typisch für die ländliche Region sind. Erhalten ist außerdem die Eschringer Mühle. | Das Ensemble Hauptstraße besteht aus Wohn- und Bauernhäusern aus dem 18. und 19. Jahrhundert, die typisch für die ländliche Region sind. Erhalten ist außerdem die Eschringer Mühle. |
| Gräfinthaler Straße/Hauptstraße Lage | Ensemble Hauptstraße                                                | Gräfinthaler Straße 1, Wohn- und Werkstattgebäude (Ensemblebestandteil) | |
| Gräfinthaler Straße/Hauptstraße Lage | Ensemble Hauptstraße                                                | Hauptstraße 1, Mühle (Einzeldenkmal): Schon 1291 wird in Eschringen eine Mühle urkundlich erwähnt, die im Dreißigjährigen Krieg zerstört wurde. 1689 ließ der Müller Mathias Bauer sie wieder aufbauen. Aus dieser Zeit ist ein Türsturz mit Zunftzeichen erhalten. Die heutige Gestalt erhielt das Mühlengebäude um 1890. 1972 wurde der Betrieb eingestellt. Bis 1995 wurden die Gebäude als Bauernhof genutzt. | |
| Gräfinthaler Straße/Hauptstraße Lage | Ensemble Hauptstraße                                                | Hauptstraße 1, Eschringer Mühle, Wohnhaus, 1883 (Einzeldenkmal): Das Wohnhaus im klassizistischen Stil wurde 1883 errichtet. 1995 wurden Wohnhaus und Wirtschaftsgebäude saniert und zu Wohn- und Werkstattzwecken genutzt. | |
| Gräfinthaler Straße/Hauptstraße Lage | Ensemble Hauptstraße                                                | Hauptstraße 3, Bauernhaus, 1. Hälfte 19. Jh. (Einzeldenkmal): Das Gebäude wurde 1885 erbaut und war von 1887 bis 1972 landwirtschaftlich genutzt. Von ca. 1887 bis 1912/13 war es Haltepunkt der Postkutsche von Brebach nach Ensheim. Seit 1899 beherbergt der traufständige, zweigeschossige Putzbau außerdem ein Gasthaus. Das südwestdeutsche Quereinhaus besitzt neben einem Wohntrakt auch Stall und Scheune. | |
| Gräfinthaler Straße/Hauptstraße Lage | Ensemble Hauptstraße                                                | Hauptstraße 5, Wohnhaus, 1842 (Ensemblebestandteil) | |
| Gräfinthaler Straße/Hauptstraße Lage | Ensemble Hauptstraße                                                | Hauptstraße 7, Bauernhaus, 19. Jh. (Ensemblebestandteil) | |
| Gräfinthaler Straße/Hauptstraße Lage | Ensemble Hauptstraße                                                | Hauptstraße 9, Wohnhaus, 1845 (Ensemblebestandteil) | |
| Gräfinthaler Straße/Hauptstraße Lage | Ensemble Hauptstraße                                                | Hauptstraße 11, Wohnhaus, 19. Jh. (Ensemblebestandteil) | |
| Gräfinthaler Straße/Hauptstraße Lage | Ensemble Hauptstraße                                                | Hauptstraße 45, Stallgebäude, 19. Jh. (Einzeldenkmal) | |
| Bliesransbacher Straße 19 Lage       | Kath. Kirche St. Laurentius, 1928–30 von Peter Weiß (Einzeldenkmal) | Die Laurentiuskirche wurde von 1928 bis 1930 nach Plänen von Peter Weiß errichtet. Das Kirchengebäude ist von der Neuromanik beeinflusst und als Sandsteinbau ausgeführt. Das Langhaus mit sechs Fensterachsen ist von einem Satteldach gedeckt. Der quadratische Turm besitzt eine oktogoanel Glockenstube und eine Haube aus Kupfer. Der eingezogenen Chor mit halbrunder Apsis wird von einem Chorumgang umschlossen. Das Mittelschiff wird von einem Tonnengewölbe überspannt und von zwei niedrigeren Seitenschiffen begleitet. | |
| Ensheimer Straße Lage                | Wegekreuz                                                           | Das Sandsteinkreuz wurde 1887 im neugotischen Stil errichtet. | |
| Gräfinthaler Straße Lage             | Wegekreuz                                                           | Das Wagekreuz mit barockem Sockel entstand um 1800. Das grau verputzte Steinkreuz ziert eine gusseiserne Christusfigur. | |
| Hauptstraße 20 Lage                  | Kath. Kapelle St. Laurentius mit Ausstattung                        | Die romanische Kapelle auf längsrechteckigem Grundriss mit eingezogenem quadratischen Chor und Satteldach mit Dachreiter wurde vermutlich um 1275 errichtet. 1706 wurde sie renoviert und vermutlich umgebaut. Zur Ausstattung der Kirche gehören zwei Barockaltäre mit Säulen und gesprengten Giebeln, sowie Figurenschmuck. | |
| Hauptstraße 34 Lage                  | Portal                                                              | 1842 | |
| Karl-Leidinger-Straße 31 Lage        | Arbeiterbauernhaus                                                  | Erbaut im 19. Jahrhundert | |

## Ensheim
| Lage                                                              | Bezeichnung                                                                     | Beschreibung | Bild |
| ----------------------------------------------------------------- | ------------------------------------------------------------------------------- | --- | --- |
| Ensheimer Hof Lage                                                | Ensemble Ensheimer Hof                                                          | Unter Denkmalschutz steht das gesamte Ensemble des Gutshofes mit Wirtschaftsgebäuden, Garten und Umfriedung des Innenhofs. | Unter Denkmalschutz steht das gesamte Ensemble des Gutshofes mit Wirtschaftsgebäuden, Garten und Umfriedung des Innenhofs.     |
| Ensheimer Hof Lage                                                | Ensemble Ensheimer Hof                                                          | Ausstattung des Herrengartens, 19./20. Jh. (Ensemblebestandteil) | |
| Ensheimer Hof Lage                                                | Ensemble Ensheimer Hof                                                          | Abschlussmauern des Innenhofs, 19./20. Jh. (Ensemblebestandteil) | |
| Ensheimer Hof Lage                                                | Ensemble Ensheimer Hof                                                          | Stallscheune, 1908–30 (Ensemblebestandteil) | |
| Ensheimer Hof Lage                                                | Ensemble Ensheimer Hof                                                          | Stall, Schuppen, 1860, Instandsetzung 1942 (Ensemblebestandteil) | |
| Ensheimer Hof Lage                                                | Ensemble Ensheimer Hof                                                          | Stallscheune, 1854 (Einzeldenkmal) | |
| Ensheimer Hof Lage                                                | Ensemble Ensheimer Hof                                                          | Ensheimer Hof, Gutshof, 1854–60 (Einzeldenkmal) | |
| Kirchenstraße/Schulstraße Lage                                    | Ensemble Kath. Kirche St. Peter                                                 | Zum Denkmalensemble gehört neben der katholischen Kirche St. Peter auch ein angrenzendes Wohnhaus aus dem 18./19. Jahrhundert. | Zum Denkmalensemble gehört neben der katholischen Kirche St. Peter auch ein angrenzendes Wohnhaus aus dem 18./19. Jahrhundert. |
| Kirchenstraße/Schulstraße Lage                                    | Ensemble Kath. Kirche St. Peter                                                 | Kirchenstraße 3, Kath. Kirche St. Peter (Einzeldenkmal): Am Ort der heutigen Kirche stand schon im Mittelalter ein Gotteshaus, das jedoch spätestens Mitte des 18. Jahrhunderts so baufällig geworden war, dass es abgerissen wurde. Nach Plänen von Heinrich Eckart, Baumeister der Abtei Wadgassen, wurde 1755 eine neue Kirche errichtet. Aufgrund gestiegener Einwohnerzahlen wurde das Gotteshaus im 19. Jahrhundert zu klein, sodass der Saal 1834 nach Westen erweitert wurde. Doch Anfang des 20. Jahrhunderts war auch diese Erweiterung zu klein geworden. Man beauftragte Wilhelm Schulte sen. mit Plänen für eine weitere Vergrößerung, die von 1907 bis 1909 umgesetzt wurde. Der Chor wurde abgerissen, dafür ein Querhaus angebaut, ein neuer Chor angegliedert und ein Turm errichtet. Die Saalkirche mit Tonnengewölbe wurde mit Elementen der Spätrenaissance und des Barock erbaut. Die Kirche ist überwiegend mit Gegenständen des 18. Jahrhunderts ausgestattet. | |
| Kirchenstraße/Schulstraße Lage                                    | Ensemble Kath. Kirche St. Peter                                                 | Schulstraße 27, Wohnhaus, 18./19. Jh. (Ensemblebestandteil) | |
| Außerhalb der Ortslage Lage                                       | Gallo-römisches Felsrelief                                                      | Das Relief wurde zu gallorömischer Zeit in einen Sandsteinfels bei Sengscheid gehauen. Es war wohl Teil einer Kultstätte und zeigt die keltischen Götter Sukellus und Nantosvelta. Im Volksmund wird das Relief auch „Hänsel und Gretel“ genannt. | |
| Eduardstraße 3–7 (ungerade Nummern) s. Fabrikstraße 18 Lage       | Reste der Umfassungsmauer des Propsteigartens                                   | Errichtet 17./18. Jh. | |
| Fabrikstraße 7 Lage                                               | Wegekreuz                                                                       | Errichtet 1784 | |
| Fabrikstraße 16 Lage                                              | Fabrikgebäude                                                                   | Erbaut um 1905 bis 1910 | |
| Fabrikstraße 18 Lage                                              | Propstei des Klosters Wadgassen mit Umfassungsmauer, Propsteigarten, Herrenhaus | Die Probstei wurde um 1750 als weitläufige Anlage um einen Innenhof errichtet. Der Mitteltrakt mit Wohnhaus wurde in der zweiten Hälfte 19. Jahrhundert um ein Geschoss aufgestockt. Nach Schäden im Zweiten Weltkrieg wurde ein Flügel am Marktweg schwer beschädigt und musste abgebrochen werden. Schon im 19. Jahrhundert wurde die Propstei zu einer Fabrik umgebaut. Bis heute ist sie Teil der elektrotechnischen Firma Hager. | |
| Fabrikstraße 25 Lage                                              | Garten-Einfriedungsmauer der Propstei des Prämonstratenserklosters Wadgassen    | | |
| Franzstraße 2 Lage                                                | Grabstein                                                                       | 18. Jahrhundert | |
| Hauptstraße 47 Lage                                               | „Restauration zur Post“, Wohnhaus mit Gaststätte und Tanzsaal                   | Erbaut 1904 | |
| Hauptstraße 48 Lage                                               | Muschelnische über der Haustür                                                  | 17. Jahrhundert | |
| Im Hofgarten 1a, 2–6 (gerade Nummern), siehe Fabrikstraße 18 Lage | Umfassungsmauer des Propsteigartens                                             | 17./18. Jahrhundert | |
| Kirchenstraße Lage                                                | Grabmal Jakob Muntz                                                             | Kruzifix um 1850 | |
| Kirchenstraße Lage                                                | Grabmal Familie Adt                                                             | Die Unternehmerfamilie Adt war einer der größten Arbeitgeber der Region im 19. Jahrhundert. Die Firma produzierte überwiegend Verpackungen und war mit Tabakdosen groß geworden. Das Unternehmen war so groß, dass es über eine eigene Kranken- und Pensionskasse und ein Krankenhaus verfügte. Das Grabmal stammt aus dem letzten Viertel des 19. Jahrhunderts. | |
| Marktweg 2 Lage                                                   | Bauernhaus                                                                      | Erbaut 1816 | |
| Marktweg 4–14 (gerade Nummern), s. Fabrikstraße 20 Lage           | Umfassungsmauer des Propsteigartens                                             | 17./18. Jahrhundert | |
| Marktweg 15a Lage                                                 | Marktwegkapelle                                                                 | Die Marktwegkapelle wurde 1822 als kleiner offener Bau mit Altar errichtet. Zur Ausstattung gehörten ein Kruzifix sowie Figuren von hl. Petrus und hl. Barbara. | |
| Schulstraße 3 Lage                                                | Wegekreuz                                                                       | Errichtet 1809 | |
| Schulstraße 18 Lage                                               | Schule                                                                          | Erbaut in den Jahren 1834 bis 1836 | |

## Gersweiler
| Lage                      | Bezeichnung                                                                           | Beschreibung | Bild |
| ------------------------- | ------------------------------------------------------------------------------------- | --- | ---- |
| Am Hasenbühl Lage         | Alter Wasserturm                                                                      | Der runde Turm wurde von 1914 bis 1916 von der Firma C. Brandt zur Wasserversorgung der Bevölkerung von Gersweiler erbaut. Über einem rustizierten Sockelgeschoss erhebt sich der Putzbau aus Eisenbeton mit Ziegeleinlagen. Der Baukörper schließt mit schmalen Fenstern über einem umlaufenden Sohlbankgesims ab. Ein Kegeldach schließt den Bau ab. Seit 1959 ist der Turm nicht mehr im Dienst. 1986/87 wurde er renoviert und seither als Veranstaltungsort genutzt. |      |
| Am Ziegelhof Lage         | Aschbachkirche, Ruine einer ehem. kath. Kirche (Einzeldenkmal)                        | Das genau Baudatum der Kirche ist unbekannt, als aber 1312 das Stift St. Arnual den Aschbacher Hof aufkaufte, wird auch die Kirche erwähnt. Der Hof besaß lange Zeit die einzige Kirche der näheren Umgebung, sodass auch die Bewohner von Gersweiler und Ottenhausen zum Gottesdienst nach Aschbach kamen. Anfang des 17. Jahrhunderts ging Aschbach wohl bei einem Brand unter, nur die kleine Kirche überlebte das Feuer, war nun aber dem Verfall preisgegeben. Die Glocke von 1608 wurde in der neuen Kirche in Gersweiler gebraucht. Im Dreißigjährigen Krieg wurde die abgelegene Aschbachkirche zum Pestlazarett. Hierfür wurde das Gebäude im Jahr 1624 umgebaut. 1666 wurde die ehemalige Kirche wurde zum Gutshaus umgebaut. 1739 kauft die Gemeinde Gersweiler den heruntergewirtschafteten Hof. Nach der Versteigerung im Jahr 1813 ging der Hof als Aschbacherhof in Privatbesitz über. Die Gemeinde Gersweiler-Ottenhausen kaufte dann 1897 das in den Kriegsjahren 1870/71 beschädigte Anwesen wieder zurück. Bis 1957 wurde das Gebäude als Wohnhaus genutzt und 1966 abgerissen. Erhalten sind nur Teile der Umfassungsmauern. Eine Giebelseite ist weitgehend erhalten. |      |
| Bergrat-Stutz-Straße Lage | Maschinenhalle der Schachtanlage Klarenthal                                           | Um 1914/15 erbaut |      |
| Bergstraße 54 Lage        | Doppelwohnhaushälfte                                                                  | 1933/34 von Philipp Schmitt erbaut |      |
| Bergstraße 56 Lage        | Doppelwohnhaushälfte                                                                  | 1933/34 von Philipp Schmitt erbaut, Anbau von 1970 |      |
| Hauptstraße 22 Lage       | Bahnhofsempfangsgebäude des Bahnhofs Gersweiler                                       | Das Bahnhofsgebäude wurde 1905/06 im für die Kaiserzeit typischen Rundbogenstil erbaut und war bis 1983 in Betrieb. Der zweigeschossige Putzbau ist mit Sandsteinrustika und Eckquaderungen verziert. Risalite und ein halbrunder Eckturm lockern die Fassade auf. |      |
| Hauptstraße 71 Lage       | Ev. Schule mit Lehrerwohnung, Vorplatz und ummauertem Schulgarten                     | Der zweigeschossige unverputzte Bau aus Bruchsteinen ist schlicht und wird über acht Fensterachsen auf den Langseiten gegliedert. Erbaut wurde die Schule im 18. Jahrhundert, 1825 wurde sie umgebaut, und um 1860 um zwei Achsen erweitert. |      |
| Hauptstraße 86–88 Lage    | Bauernhaus                                                                            | Der zweigeschossige, traufständige Putzbau wurde im 18. Jahrhundert oder im ersten Viertel des 19. Jahrhunderts erbaut. Das Bauernhaus besitzt acht Fensterachsen, wobei die beiden ersten im Erdgeschoss zu einem Tor zusammengefasst sind. In der dritten und achten Achse befindet sich im Erdgeschoss ein Hauseingang. Die Fenster besitzen eine einfache Laibung und profilierte Sohlbänke. Über den Türen sitzen betonte, gerade Verdachungen. |      |
| Hauptstraße 100 Lage      | Ev. Kirche                                                                            | Die evangelische Kirche wurde 1784 nach Entwürfen von Johann Jakob Lautemann errichtet. Die breite Straßenfassade wird durch einen Mittelrisalit mit barockem Portal und Freitreppe gegliedert. Darüber erhebt sich hinter einem Dreiecksgiebel ein quadratischer Dachreiter mit Glockenstube und barocker Haube. Das Innere ging bei Umbauten in den Jahren 1933 und 1963/64 verloren. |      |
| Hauptstraße 101 Lage      | Wohnhaus                                                                              | 1903/04 von Jakob Walker |      |
| Hauptstraße 214 Lage      | Bauernhaus                                                                            | Erbaut 1774 |      |
| Hindenburgstraße 31 Lage  | Wohnhaus                                                                              | 1933/34 von Ludwig Bernardi |      |
| Hüttenstraße 17a/19 Lage  | Herrenhaus der Gersweiler Glashütte                                                   | 18. Jahrhundert |      |
| Kirchenstraße 3 Lage      | Kath. Kirche St. Michael                                                              | Im Jahr 1866 erhielten die Katholiken in Gersweiler durch den Umbau eines ehemaligen Glasmagazins einen Betsaal. 1888/89 wurde dann nach Plänen des Architekten Wilhelm Hector die St.-Michael-Kirche erbaut. Die Saalkirche wurde im Stil des Historismus erbaut und zeigt neoromanische Stilelemente. Das sechsachsige Langhaus endet in einem fünfseitigen polygonalen Chorraum. Ursprünglich wurde die Kirche über ein Portal im Turm betreten, das inzwischen zugemauert und durch zwei Eingangspforten links und rechts davon ersetzt wurde. |      |
| Krughütter Straße 6 Lage  | Forsthaus des Stiftes St. Arnual                                                      | Der eingeschossige barocke Putzbau mit Mansarddach wurde um 1770 von Friedrich Joachim Stengel als Forsthaus für das Stift Sankt Arnual errichtet. Die Straßenfassade wird über sechs Fensterachsen mit Segmentbögen gegliedert, von denen eine als Haupteingang dient. |      |
| Krughütter Straße 35 Lage | Feuerwehrgerätehaus                                                                   | Das Feuerwehrhaus wurde 1910 aus roten Ziegelsteinen erbaut. Zur Seite wurde dem Gebäude ein dreigeschossiger Turm gestellt, der leicht in die Längsseite geschoben wurde. |      |
| Krughütter Straße 82 Lage | Wohnhaus                                                                              | 1904 nach Plänen von Ernst Gremmel erbaut. |      |
| Krughütter Straße 84 Lage | Wohnhaus                                                                              | 1904 nach Plänen von Ernst Gremmel erbaut. |      |
| Rathausplatz 2 Lage       | Ehem. Bauernhaus, 1. Hälfte 19. Jh., später Rathaus, Erweiterung 1910 (Einzeldenkmal) | Das ehemalige Bauernhaus wurde in der ersten Hälfte des 19. Jahrhunderts erbaut und später als Rathaus genutzt. 1910 wurde das Gebäude erweitert. Der zweigeschossige Putzbau ist mit Zwillingsfenstern mit Faschenmalerei ausgestattet. Der Anbau im Osten besitzt nur einfache Fenster. Auf dem Walmdach des alten Gebäudes sitzt zentral ein Dachreiter. An der Südwestecke wurde ein Eingang mit Arkaden geschaffen, der in Sandstein ausgeführt ist. |      |
| Saaruferstraße 1 Lage     | Umspannwerk Stangenmühle                                                              | Das Umspannwerk wurde 1956 von Peter Paul Seeberger erbaut. |      |
| Saarufer Straße 33 Lage   | Schleusenwärterhaus der Schleusenanlage Luisenthal                                    | Kleiner Rechteckbau, 1862 bis 1865 erbaut |      |

## Güdingen
| Lage                                                                                        | Bezeichnung                  | Beschreibung | Bild |
| ------------------------------------------------------------------------------------------- | ---------------------------- | --- | --- |
| In den Heckgärten/Saargemünder Straße Lage                                                  | Ensemble Evangelische Kirche | Zu dem Denkmalensemble gehören neben der evangelischen Kirche Wohn- und Bauernhäuser aus dem 18. und 19. Jahrhundert. | Zu dem Denkmalensemble gehören neben der evangelischen Kirche Wohn- und Bauernhäuser aus dem 18. und 19. Jahrhundert. |
| In den Heckgärten/Saargemünder Straße Lage                                                  | Ensemble Evangelische Kirche | In den Heckgärten 2, Wohnhaus (Ensemblebestandteil): Schlichter giebelständiger Putzbau aus dem 19. Jahrhundert. Fenster und Türen sind mit geradem Sturz ausgeführt, über der Eingangstür gerade, stark profilierte und auskragende Verdachung. Um das Fenster im Giebelbereich mehrere Okuli. | |
| In den Heckgärten/Saargemünder Straße Lage                                                  | Ensemble Evangelische Kirche | Saargemünder Straße 132, sog. Kritzwillemshaus, Bauernhaus (Ensemblebestandteil): Der zweigeschossige traufständige Putzbau wurde um 1800 erbaut. Das Erdgeschoss ist in Fachwerkbauweise ausgeführt und asymmetrisch von sieben Fensterachsen belichtet. Zwei Drittel des Erdgeschosses werden von einem kurzen Schutzdach überragt. Heute beherbergt das Gebäude im Erdgeschoss ein Restaurant. | |
| In den Heckgärten/Saargemünder Straße Lage                                                  | Ensemble Evangelische Kirche | Saargemünder Straße 134, Evangelische Kirche Güdingen mit Kirchhof (Einzeldenkmal): Der erste nachweisliche Sakralbau wurde um 800 an der Stelle der heutigen Kirche errichtet. Dieser erhielt um 1350 ein gotischer Glockenturm. Im Jahr 1615 erfolgte der Neubau des Kirchenschiffes nach Plänen des Architekten Jost Hoer. Nachdem die Kirche im Jahr 1778 durch einen Brand zerstört wurde, errichtete man 1779 ein neues Schiff nach Entwürfen von Johann Jakob Lautemann. Während der quadratische Turm mit zurückgesetztem schlankem Pyramidendach unverputzt ist, wurde der barocke Saalbau verputzt und weist eine deutliche Eckquaderung auf. Beim Neubau wurde der Turm leicht in das Kirchenschiff gesetzt. Das Langhaus wird von einem eingezogenen Chor mit dreiseitigem Schluss abgeschlossen.                                               | |
| In den Heckgärten/Saargemünder Straße Lage                                                  | Ensemble Evangelische Kirche | Saargemünder Straße 136, sog. Kieferschhaus, Bauernhaus (Einzeldenkmal): Das Bauernhaus aus dem Jahr 1716 ist ein für die Region typisches südwestdeutsches Quereinhaus mit Wohntrakt, Scheune und Stall. Der zweigeschossige, traufständige Putzbau mit Satteldach besitzt im Wohntrakt drei Fensterachsen. Die Scheune betritt man über ein Tor mit Rundbogen. | |
| In den Heckgärten/Saargemünder Straße Lage                                                  | Ensemble Evangelische Kirche | Saargemünder Straße 171, Schule (Ensemblebestandteil): Die 1845 erbaute Schule ist ein zweigeschossiger, traufständiger Putzbau, den man über eine gegenläufige Freitreppe betritt. Erd- und Obergeschoss werden durch ein auskragendes Gesims getrennt. | |
| Am Langenfeld, Hochstraße, Bühler Straße o.Nr., Flur 7, Flurstück 68/30, 68/72, 68/143 Lage | Zivilschutzanlage            | Die Zivilschutzanlage wurde bereits 1963 im Zusammenhang mit dem Autobahnbau geplant und in den Jahren 1969 bis 72 erbaut. Sie sollte 1880 Personen einen Aufenthalt von bis zu 28 Tagen ermöglichen. Das Gangsystem mit bauzeitlicher Ausstattung stellt eine der wenigen in der Nachkriegszeit neu errichteten Zivilschutzanlagen im Saarland dar. | |
| Brückenstraße 1 Lage                                                                        | Wohnhaus                     | Erbaut 1684 | |
| Großblittersdorfer Straße 262 Lage                                                          | Seifenfabrik                 | Erbaut 1890 | |
| Kanalstraße 2 Lage                                                                          | Haus Mercher, Bauernhaus     | Das kleine Bauernhaus wurde 1623 erbaut und 1723 tiefgreifend verändert. Der zweigeschossige, traufständige Putzbau mit vier Fensterachsen besitzt ein Biberschwanz gedecktes Satteldach mit zwei Gauben. Der Eingang liegt auf der Giebelseite. Im Westen wurde eine schmale Scheune angebaut. | |
| Kanalstraße 4 Lage                                                                          | Bauernhaus                   | Das südwestdeutsche Quereinhaus wurde im 17. Jahrhundert erbaut. Die vier Fensterachsen des Wohntrakts sind mit geradem Sturz ausgeführt. Über der Tür mit profilierter Laibung befindet sich ein Giebelfeld mit gerader Verdachung. Das Tor der Scheune wird von einem Rundbogen überspannt. Schlussstein und Kämpfer sind betont. Über dem Tor ist ein Okulus mit Vierpass. | |
| Saar Lage                                                                                   | Staustufe Güdingen           | Das ursprüngliche Wehr der Staustufe Güdingen war ein zweifeldriges Holznadelwehr mit stählernen Nadelblöcken und wurde 1863 erbaut. Es wurde in den Jahren 1937 bis 1939 durch ein neuzeitliches Wehr ersetzt. Die neuen Staukörper bestehen aus 2 Fischbauchklappen von je 25,10 m lichter Weite und 2,41 m Stauhöhe. Die Antriebe wurden in den zwei Landpfeilern untergebracht, die über einen stählernen Laufsteg mit Mittelpfeiler verbunden sind. Die Steuerung erfolgt manuell durch Schleusenbedienstete. Die Schleuse wurde 1863 gebaut und war für Kohlentransporte zwischen von Deutschland nach Frankreich nötig geworden. Umgekehrt wurde saarabwärts lothringisches Minetteerz verschifft. Die Schleuse ist 38,50 Meter lang und 5,10 Meter breit. 1936 wurde ein Schleusenwärterhaus erbaut, das bis heute den Schleusenbediensteten dient. | |

## Herrensohr
| Lage                | Bezeichnung             | Beschreibung | Bild |
| ------------------- | ----------------------- | --- | --- |
| Johannesstraße Lage | Ensemble Johannesstraße | Zu dem Denkmalensemble gehören neben der evangelischen Kreuzkirche zwei Wohnhäuser für Bergarbeiter aus der Zeit um 1856/57. Angelegt wurde das Ensemble vom preußischen Bergfiskus als Teil einer typischen Bergarbeiterkolonie. | Zu dem Denkmalensemble gehören neben der evangelischen Kreuzkirche zwei Wohnhäuser für Bergarbeiter aus der Zeit um 1856/57. Angelegt wurde das Ensemble vom preußischen Bergfiskus als Teil einer typischen Bergarbeiterkolonie. |
| Johannesstraße Lage | Ensemble Johannesstraße | Johannesstraße 29, Bergarbeiterwohnhaus, um 1856/57 (Ensemblebestandteil) | |
| Johannesstraße Lage | Ensemble Johannesstraße | Johannesstraße 31, Bergarbeiterwohnhaus, um 1856/57 (Ensemblebestandteil) | |
| Johannesstraße Lage | Ensemble Johannesstraße | Johannesstraße 33, Ev. Kreuzkirche Herrensohr (Ensemblebestandteil): Bis zum Bau der Kirche fanden die Gottesdienste der evangelischen Gemeinde im Bergarbeiterort Herrensohr in einem Schulsaal statt. In den Jahren 1908/09 erfolgte dann der Bau der Kreuzkirche nach Entwürfen des Architekten Oskar Hossfeld oder E. Arnold im neugotischen Stil auf dem Grundriss eines lateinischen Kreuzes mit leicht verkürztem Südarm des Querhauses. Ein schlanker Turm mit zurückgesetztem oktogonalem Aufsatz beherbgert die Glocken. In den Jahren 1973 bis 1975 wurde die Kirche unter der Leitung des Architekten Otto Heinrich Vogel zur Querhauskirche umgebaut. Dabei wurden die Emporen entfernt und eine Betondecke für ein neues Geschoss eingezogen. Das Langhaus wurde zum Gemeindesaal, das Querhaus zum neuen Gottesdienstraum. Das Portal der Kirche wird von einem Spitzbogen mit Gewände überspannt. Zwei Säulen auf Postamenten tragen einen angedeuteten Spitzbogen mit gotisiertem Ornamentschmuck. | |

## Jägersfreude
| Lage                | Bezeichnung | Beschreibung | Bild |
| ------------------- | --- | --- | --- |
| Johannesstraße Lage | Ensemble Grube Jägersfreude                                                                                                 | Schon im 18. Jahrhundert wurde in Jägersfreude Kohle in Stollen abgebaut, um eine Eisenschmelze zu betreiben. Der industrielle Steinkohleabbau begann 1856 mit dem Abteufen der ersten beiden Tiefbauschächte der Grube Jägersfreude. 1906 wurde ein weiterer Schacht errichtet, das Abbaufeld stark erweitert und ein Anschluss an die Eisenbahnstrecke Saarbrücken–Neunkirchen eingerichtet. 1920 wurde ein weiterer Schacht angelegt. In der Folgezeit gehörte die Grube zu den größten des Saarlandes, die Tagesanlage wurde erheblich ausgebaut und modernisiert. 1921 wurde Schacht I stillgelegt und verfüllt, Schacht Jägersfreude II wurde 1931 außer Betrieb genommen und 1943 verfüllt. 1968 wurde mit der Schaffung der Verbundanlage Luisenthal-Jägersfreude-Camphausen die Förderung eingestellt, die Schächte dienten dann der Grube Camphausen als Seilfahrts- und Frischwetterschacht. 1988 wurden die Fördergerüste an den Schächten III und IV abgerissen und die Schächte verfüllt. 2010 erwarb die Stadt Saarbrücken das Gelände mit den erhaltenen Tagesanlagen von der RAG und ließ den Großteil der ehemaligen Tagesanlagen der Grube Jägersfreude abreißen. Erhalten sind eine Werkstatt, die Waschkaue, das Zechenhaus, Kompressorengebäude und Fördermaschinenbaus. | Schon im 18. Jahrhundert wurde in Jägersfreude Kohle in Stollen abgebaut, um eine Eisenschmelze zu betreiben. Der industrielle Steinkohleabbau begann 1856 mit dem Abteufen der ersten beiden Tiefbauschächte der Grube Jägersfreude. 1906 wurde ein weiterer Schacht errichtet, das Abbaufeld stark erweitert und ein Anschluss an die Eisenbahnstrecke Saarbrücken–Neunkirchen eingerichtet. 1920 wurde ein weiterer Schacht angelegt. In der Folgezeit gehörte die Grube zu den größten des Saarlandes, die Tagesanlage wurde erheblich ausgebaut und modernisiert. 1921 wurde Schacht I stillgelegt und verfüllt, Schacht Jägersfreude II wurde 1931 außer Betrieb genommen und 1943 verfüllt. 1968 wurde mit der Schaffung der Verbundanlage Luisenthal-Jägersfreude-Camphausen die Förderung eingestellt, die Schächte dienten dann der Grube Camphausen als Seilfahrts- und Frischwetterschacht. 1988 wurden die Fördergerüste an den Schächten III und IV abgerissen und die Schächte verfüllt. 2010 erwarb die Stadt Saarbrücken das Gelände mit den erhaltenen Tagesanlagen von der RAG und ließ den Großteil der ehemaligen Tagesanlagen der Grube Jägersfreude abreißen. Erhalten sind eine Werkstatt, die Waschkaue, das Zechenhaus, Kompressorengebäude und Fördermaschinenbaus. |
| Johannesstraße Lage | Ensemble Grube Jägersfreude                                                                                                 | Grube 1, Waschkaue der Grube Jägersfreude, 1910 (Einzeldenkmal) | |
| Johannesstraße Lage | Ensemble Grube Jägersfreude                                                                                                 | Grube, Flur 23, Flurstück 36/9, Kompressorengebäude und Zentralwerkstatt der Grube Jägersfreude (Einzeldenkmal): Die 1911/12 erbaute Zentralwerkstatt ist ein langgestreckter rechteckiger Bau mit gerundetem Dach. Ein Sockel mit Bossenwerk trägt den hohen eingeschossigen Bau, der mit Lisenen aus Sandstein gegliedert ist und auf den Langseiten Rundbogenfriese als Abschluss des Baukörpers trägt. Ein schmaler Mittelrisalit mit Dreiecksgiebel bildet den Eingang zum Gebäude. | |
| Johannesstraße Lage | Ensemble Grube Jägersfreude                                                                                                 | Grube, Flur 23, Flurstück 36/9, Doppelfördermaschinenhaus bei Schacht II der Grube Jägersfreude, um 1925 (Einzeldenkmal) | |
| Johannesstraße Lage | Ensemble Grube Jägersfreude                                                                                                 | Grube, Flur 23, Flurstück 36/9, Zechenhaus der Grube Jägersfreude, 1910 (Ensemblebestandteil): Das Zechenhaus ist ein 1910 erbauter langgestreckter Putzbau mit zwei Geschossen und Mittelrisalit mit Dreiecksgiebel. Er grenzt direkt an die Waschkaue und bildet einen Gebäudekomplex. | |
| Mozartstraße Lage   | Denkmal auf dem Friedhof Herrensohr für die Opfer der Grubenunglücke von 1885 (Grube Camphausen) und 1886 (Grube Dudweiler) | Das Denkmal für die Herrensohrer Grubenopfer von 1885 und 1886 listet auf vier Tafeln in einem quadratischen Sockel mit Dreiecksgiebeln die Namen der Opfer. Darauf erhebt sich ein Obelisk. Das Denkmal steht in einer halbrunden Ehrenanlage mit Blumenbeeten. | |
| Schulstraße 93 Lage | Mozartschule | Die Mozartschule wurde 1909/10 von dem Architekten Liebig erbaut. Der dreigeschossige Putzbau erhebt sich über einem rustierten Sockelgeschoss. Die beiden Gebäudeecken sind zum Schulhof hin durch Risalite betont. Auffällig sind die Giebel, die sich als Schweifgiebel bis in das an dieser Stelle zurückgesetzte Dach ziehen und dabei die Traufe sprengen. Das Gebäude ist mit farblich abgesetzten Lisenen gegliedert. Die zehn Fensterachsen gliedern sich zu je vier Achsen im Mittelteil und je einer Achse in den Risaliten. Auf dem Walmdach sitzt ein Dachreiter. | |
| Hauptstraße 83 Lage | Jägersfreuder Schule | Der traufständige, zweigeschossige Putzbau wurde um 1920/25 von dem Architekten Liebig erbaut. Das dreiflügelige Anwesen besteht aus einem Kernbau und zwei niedrigeren Seitenflügeln. Nach hinten hat der Mittelbau eine halbrunde Auslucht, die auf einem zurückgesetzten Sockel aus Sandstein steht. Die Straßenseite wird von zwei Eckrisaliten mit Sandsteinverblendung dominiert und durch Lisenen und Blendfelder gegliedert. Auf dem Walmdach sitzt zentral ein oktogonaler Dachreiter mit Kegeldach. Das Gebäude wurde ursprünglich als Volksschule erbaut und beherbergt heute die Katholische Fachschule für Sozialpädagogik. | |

## Klarenthal
| Lage                                            | Bezeichnung                                  | Beschreibung | Bild |
| ----------------------------------------------- | -------------------------------------------- | --- | --- |
| Alte Grube Velsen Lage                          | Ensemble Grube Velsen                        | Im Zuge der Erweiterungen der Grube Geislautern wurde 1899 der Rosselschacht abgeteuft und eine neue Grube gegründet. 1902 wurde mit dem Ludwigsschacht ein weiterer Schacht abgeteuft. Zwischen 1913 und 1917 wurde die Tagesanlage ausgebaut und um den Schacht Gustav II erweitert. Nach dem Krieg teufte die französische Grubenverwaltung 1951 den Westschacht (ab 1962 Schacht Ludweiler) ab. 1965 verlor die Grube ihre Selbstständigkeit und wurde Teil des Verbundbergwerks Warndt. Schacht Gustav II diente noch bis 2005 als Wetter-/und Seilfahrtschacht des Bergwerks Warndt und wurde inzwischen teilverfüllt. | Im Zuge der Erweiterungen der Grube Geislautern wurde 1899 der Rosselschacht abgeteuft und eine neue Grube gegründet. 1902 wurde mit dem Ludwigsschacht ein weiterer Schacht abgeteuft. Zwischen 1913 und 1917 wurde die Tagesanlage ausgebaut und um den Schacht Gustav II erweitert. Nach dem Krieg teufte die französische Grubenverwaltung 1951 den Westschacht (ab 1962 Schacht Ludweiler) ab. 1965 verlor die Grube ihre Selbstständigkeit und wurde Teil des Verbundbergwerks Warndt. Schacht Gustav II diente noch bis 2005 als Wetter-/und Seilfahrtschacht des Bergwerks Warndt und wurde inzwischen teilverfüllt. |
| Alte Grube Velsen Lage                          | Ensemble Grube Velsen                        | Alte Grube Velsen, Pferdestall (Ensemblebestandteil): Der schlichte Stall wurde um 1915 ist ein langgestrecktes eingeschossiges Gebäude mit Satteldach neben dem Torhaus. Es diente in der Anfangszeit des Bergwerks den Grubenpferden als Unterstand und wurde später als Garage genutzt. | |
| Alte Grube Velsen Lage                          | Ensemble Grube Velsen                        | Alte Grube Velsen 1, Torhaus (Ensemblebestandteil): Das ehemalige Torhaus der Grube wurde 1915 erbaut und später als Kaffeeküche genutzt. Es erhebt sich als eingeschossiger Putzbau mit teilweiser Sandsteinverblendung auf der Frontseite. Sandsteinlisenenn gliedern den Bau auf der Vorderseite. Auf der West- und der Rückseite ragen kleine Zwerchhäuser empor. | |
| Alte Grube Velsen Lage                          | Ensemble Grube Velsen                        | Alte Grube Velsen, Zechenhaus der Grube Velsen mit Waschkaue und Verlesesaal (Einzeldenkmal): Das Zechenhaus mit dem zweigeschossigen Verwaltungstrakt wurde zwischen 1908 und 1911 erbaut. Der Bau besitzt ein aufwendig gestaltetes Mittelportal mit einem an der Fassade hervorspringendem Turm mit Pyramidendach. Auf das Erdgeschoss aus offenen Sandsteinen mit korbbogigen Fenstern folgt ein verputztes Obergeschoss. Seitlich schließen sich nach kurzen, eingeschossigen Zwischenbauten im Nordwesten die Waschkaue und im Südosten der Verlesesaal mit großen Segmentbogenfenstern an den Schmalseiten an.        | |
| Alte Grube Velsen Lage                          | Ensemble Grube Velsen                        | Alte Grube Velsen, Fördermaschinenhaus an Schacht Gustav I, um 1915 (Ensemblebestandteil): Das Gebäude aus hellem Sandstein wurde um 1915 vom preußischen Bergfiskus errichtet. Lisenen aus rotem Sandstein gliedern das Gebäude und trennen die fünf Fensterachsen mit hohen Rundbogenfenstern. Ein Satteldach schließt den Baukörper ab. | |
| Alte Grube Velsen Lage                          | Ensemble Grube Velsen                        | Alte Grube Velsen, Fördermaschinenhaus an Schacht Gustav II mit Ausstattung (Einzeldenkmal): Das Fördermaschinenhaus wurde um 1915 erbaut. Der Sandsteinbau wird von Lisenen gegliedert und erhebt sich über einem hohen Sockelgeschoss mit Bossenwerk. Hohe Rundbogenfenster belichten das Innere. Es beherbergt noch die ursprüngliche Zwillingsdampfmaschine der Zweibrücker Dingler-Werke aus dem Jahre 1916/17, die bis heute funktionsfähig ist. | |
| Alte Grube Velsen Lage                          | Ensemble Grube Velsen                        | Alte Grube Velsen, Fördergerüst an Schacht Gustav II (Einzeldenkmal): Das Fördergerüst wurde 1915 als deutsches Strebengerüst erbaut und 1936 verstärkt. | |
| Fenner Straße Lage                              | Ensemble Schachtanlage Delbrück              | 1899 wurde in Klarenthal der erste Schacht der Anlage Delbrück als Wetterschacht der Grube Luisenthal begonnen. 1907 kam ein zweiter Schacht hinzu. Nach dem Ende der Förderung wurde die Anlage Ende der 1980er Jahre zur Bewetterung des Bergwerks Luisenthal weiter ausgebaut und ist heute zentraler Standort der Grubengasabsaugung. | 1899 wurde in Klarenthal der erste Schacht der Anlage Delbrück als Wetterschacht der Grube Luisenthal begonnen. 1907 kam ein zweiter Schacht hinzu. Nach dem Ende der Förderung wurde die Anlage Ende der 1980er Jahre zur Bewetterung des Bergwerks Luisenthal weiter ausgebaut und ist heute zentraler Standort der Grubengasabsaugung. |
| Fenner Straße Lage                              | Ensemble Schachtanlage Delbrück              | Fenner Straße, Maschinenzentrale der Schachtanlage Delbrück mit Ausstattung (Einzeldenkmal): Die Maschinenzentrale ist eine langgestreckte Backsteinhalle mit Rundbogenfenstern. Aus dem Dach ragen die Schächte zweier Diffusoren hoch heraus. Zur maschinellen Ausstattung gehören zwei Rateau-Lüfter der Firma Schüchtermann & Kremer (Dortmund) aus dem Jahre 1904. Dies sind die ältesten erhaltenen Grubenlüfter im Saarbergbau. Zur Ausstattung gehören außerdem zwei Turbo-Kompressoren der Firma AEG von 1937 und 1939.                                                                                             | |
| Fenner Straße Lage                              | Ensemble Schachtanlage Delbrück              | Fenner Straße 100, Fördergerüst an Schacht II (Einzeldenkmal): Das Fördergerüst wurde 1908 von der Metzer Firma Charron als deutsches Strebengerüst in Fachwerkbauweise erbaut und gehört damit zu den ältesten erhaltenen Fördergerüsten im Saarland. 1938/39 wurde das 34 m hohe Gerüst von der Firma Seibert aus Saarbrücken umgebaut. | |
| Fenner Straße Lage                              | Ensemble Schachtanlage Delbrück              | Fenner Straße, Fördermaschinenhaus an Schacht II (Einzeldenkmal): Das Fördermaschinenhaus von Schacht II wurde um 1908 als Backsteinbau auf hohem Sandsteinsockel mit Rundbogenfenstern und einer Gliederung aus Lisenen und Rundbogenfriesen. Die Fördermaschine stammt aus dem Jahre 1949 und wurde von den Dingler-Werken Zweibrücken geliefert. | |
| Fenner Straße 129, Flur 11, Flurstück 1/23 Lage | Kath. Kirche St. Antonius                    | Die Antoniuskirche wurde in den Jahren 1963 bis 1965 nach Entwürfen des Architekten Konrad Schmitz auf einem rautenförmigen Grundriss errichtet. Die Wände der Kirche bilden unregelmäßige Trapezformen aus Beton, die von einem gleichmäßigen Raster aus kleinen Fenstern durchbrochen sind. Den höchsten Punkt des Kupferdaches bildet die hintere Ecke des Chores, etwas niedriger ist die gegenüberliegende Gebäudeecke. Die beiden Ecken im Norden und Süden sind noch tiefer gezogen. Als Glockenturm dient ein einfacher Campanile aus Beton. Drei Streben bilden einen Sockel und tragen so eine Glockenstube.       | |
| Warndtstraße 68 Lage                            | Arbeiterhaus                                 | Erbaut 1827 | |
| Warndtstraße 106 Lage                           | Bauernhaus                                   | Erbaut 1811 | |
| Friedrichstraße 18 Lage                         | Wohnhaus mit Wirtschaftsteil (Einzeldenkmal) | Das Wohnhaus wurde 1787 von dem Krugbäcker Johann Daniel Braun erbaut und 1799 um einen Wirtschaftsteil ergänzt. | |

## Malstatt
siehe Liste der Baudenkmäler in Malstatt

## Sankt Arnual
siehe Liste der Baudenkmäler in Sankt Arnual

## St. Johann (Saar)
siehe Liste der Baudenkmäler in St. Johann (Saar)

## Schafbrücke
| Lage                | Bezeichnung                          | Beschreibung | Bild |
| ------------------- | ------------------------------------ | --- | --- |
| Am Stahlhammer Lage | Ensemble Am Stahlhammer              | Im Jahr 1752 gründete Pierre Gouvy ein Stahlwerk am Scheidterbach. Die kleine Arbeitersiedlung, die um das Werk entstand, wurde zunächst nach Gouvys Heimatort „Gouffontaine“ genannt, später dann „Eisenhammer“. Neben dem Herrenhaus sind aus der Gründerzeit noch zwei Arbeiterhäuser mit Fachwerk erhalten. | Im Jahr 1752 gründete Pierre Gouvy ein Stahlwerk am Scheidterbach. Die kleine Arbeitersiedlung, die um das Werk entstand, wurde zunächst nach Gouvys Heimatort „Gouffontaine“ genannt, später dann „Eisenhammer“. Neben dem Herrenhaus sind aus der Gründerzeit noch zwei Arbeiterhäuser mit Fachwerk erhalten. |
| Am Stahlhammer Lage | Ensemble Am Stahlhammer              | Am Stahlhammer 38/40, Herrenhaus Goffontaine (Einzeldenkmal): Das zweigeschossige Herrenhaus wurde um 1755 erbaut und 1833 erweitert. Das Gebäude ist aufgrund einer Fassadenverkleidung kaum noch als Barockbau erkennbar. Lediglich das Walmdach deutet noch auf den Entstehungszeitpunkt hin.                | |
| Am Stahlhammer Lage | Ensemble Am Stahlhammer              | Am Stahlhammer 47, Arbeiterwohnhaus, vor 1833 (Ensemblebestandteil) | |
| Am Stahlhammer Lage | Ensemble Am Stahlhammer              | Am Stahlhammer 49, Arbeiterwohnhaus des Stahlhammers, vor 1833 (Ensemblebestandteil) | |
| Kolbenholz 3a Lage  | Glocke der kath. Kirche St. Theresia | 1645 gegossen | |

## Scheidt
| Lage                       | Bezeichnung                            | Beschreibung | Bild |
| -------------------------- | -------------------------------------- | --- | ---- |
| Bahnhofstraße 1a Lage      | Wirtschaftsgebäude der Scheidter Mühle | Erbaut 1760 und bis 1822 immer wieder umgebaut und ergänzt. Der barocke Bau ist zweigeschossig und wird von einem Mansardwalmdach abgeschlossen. Unregelmäßig verteilte Türen führen in das fensterlose Gebäude. |      |
| Scheidterbergstraße 5 Lage | Evangelische Kirche Scheidt            | Nachdem ein Vorgängerbau im Dreißigjährigen Krieg zerstört wurde, erbaute man 1737/38 ein barockes Kirchenschiff. Der gotische Chor der Saalkirche blieb dabei erhalten. Statt eines Glockenturmes trug ein hölzernes Gerüst die Glocke. 1869/70 erbaute man dann an der Nordseite einen Turm aus Bruchsteinen im neoromanischen Stil. Die Pläne stammten von dem Architekten Karl Memminger. Der alte Chor wurde abgebrochen und der Turm auf den neuen Altarraum und die Sakristei aufgesetzt. 1957/58 wurde das Kirchenschiff durch einen spitzwinkligen Anbau nach Plänen von Rudolf Krüger erweitert. Die Rundfenster des Anbaus wurden von György Lehoczky gestaltet. |      |